# 川内純心女子高等学校
川内純心女子高等学校（せんだいじゅんしんじょしこうとうがっこう）とは、かつて鹿児島県薩摩川内市隈之城町にあった私立高等学校。2009年に閉校し、現在その跡地には鹿児島純心大学附属純心幼稚園や地域子育て支援センターが開設されている。

## 沿革
- 1960年 - 鹿児島純心女子高等学校川内分校普通科開設
- 1962年 - 川内純心女子高等学校として独立
- 1989年 - 英語科設置
- 2009年 - 閉校

## 学科
- 全日制普通科